# Skálatoftir
Skálatoftir (dansk: Skåletofte) er en tidligere bebyggelse på Borðoy på Færøerne. De sidste flyttede fra stedet i 1914. 
Navnet betyder "hustomter" og henviser til, at stedet skal være blevet forladt 3 gange før 1914. Stedet er første gang omtalt i 1584.
Lige før dæmningen til Kunoy går der en vandresti langs kysten til den forladte bygd. Fra Skálatoftir har man udsigt over til Skarð på Kunoy, som har været forladt siden 1919. Man har også en god udsigt mod Kunoyarnakkur.